# 月望乡
月望乡，是中华人民共和国云南省曲靖市马龙区下辖的一个乡镇级行政单位。

## 行政区划
月望乡下辖以下地区：
月望社区、沙坡笼村、下营村、小海子村、深沟村、越州屯村、西海子村、奎冲村、松溪坡村和猫猫洞村。